# 江岭站
江岭站位于浙江省金华市金东区江东镇，金温货线的一个车站，建于1996年。该站由金温公司运输部金华南站管辖。现为五等站，办理列车通过、会让业务，不办理客货运营业。
2011年9月16日、17日，江岭站的两组木枕道岔更换为砼枕道岔，大约有100余名工务、信号的员工参加了更换作业并由部分金温铁道公司的高层于现场盯控
2022年开工的沪昆铁路金华铁路枢纽外绕线计划迁建江岭站。

## 车站结构
江岭站站房漏水严重，行车室设备设施相对简陋。对此金温铁路运输部表示将根据实际情况、分轻重缓急尽快予以修补整改。由于车站离金华市市区以及江东镇均有距离，且交通不便。江岭站职工遂在车站周围设有自供菜地，以于一定程度上解决吃饭问题。
江岭站内设有2条股道，有效长度650米。上行方向线路坡度超过12‰，为金温铁路全线三处坡度超过12‰的坡道之一，较大的坡度使得部分上行列车启动困难，影响区间通过能力。
- 站场俯瞰
- 江岭站温州方向
- 站牌
- 站台侧站房